# Cornelis Padbrué
Cornelis Thymanszoon Padbrué (Haarlem, circa 1592 – aldaar, 1670) was een Nederlands componist.

## Leven
Padbrué kwam uit een muzikale familie, waartoe ook David Janszoon Padbrué behoorde. Hij trad toe tot het gezelschap van "stadsspeelluiden" in zijn geboortestad Haarlem, maar werd in 1635 naar aanleiding van een slepende ruzie uit de stedelijke dienst ontslagen. Vanaf toen zal hij als vrij gevestigd musicus in zijn onderhoud hebben voorzien. Over zijn verdere leven is echter niet veel bekend. Hij werd in 1670 begraven in de Sint-Bavo in Haarlem.

## Werk
Cornelis Padbrué publiceerde verschillende bundels madrigalen en motetten op teksten van onder meer de dichters Jacob Westerbaen en Joost van den Vondel, maar ook van de Haarlemse schilders Salomon de Bray en Pieter de Grebber. De bekende melodie bij de rei O Kerstnacht! schoonder dan de dagen uit Vondels treurspel Ghysbreght van Aemstel wordt aan Padbrué toegeschreven. Bovendien zijn er twee instrumentale Symphonia’s van hem in druk verschenen, elk bestaande uit een pavane en een gaillarde.
Het hoofdwerk van Padbrué was wel het oratorium De tranen Petri ende Pauli uit 1647, ook op een tekst van Vondel. Het wordt beschouwd als het eerste oratorium in Noord-Europa. Helaas is het werk niet volledig overgeleverd.
Padbrué stond open voor allerlei internationale invloeden, en hij paste in zijn werken verschillende destijds gangbare schrijfwijzen toe. Maar de woorduitdrukking of het madrigalisme kwam voor hem altijd op de eerste plaats.

## Voornaamste werken
- Kusjes (1631), bundel madrigalen
- De Kruisbergh (1640), bundel madrigalen en motetten
- ’t Lof van Jubal, eerste vinder der Musycke (1643), bundel madrigalen en motetten
- ’t Lof Jubals, tweede boeck (1645), bundel madrigalen en motetten
- De tranen Petri ende Pauli (1646), oratorium

- Bibliothèque nationale de France: cb148349187 (data)
- Gemeinsame Normdatei: 103807535
- International Standard Name Identifier: 0000 0001 1055 3678
- Library of Congress Control Number: n85373139
- MusicBrainz: 5dff7321-f241-480c-97b5-ab8dcd234d9d
- Nederlandse Thesaurus van Auteursnamen: 069984654
- Système universitaire de documentation: 160692717
- Virtual International Authority File: 37183194
- WorldCat: E39PBJhCGHwXV4dmx3PPbpRBT3